# 빨간내복야코
빨간내복야코는 샌드박스 네트워크 소속의 대한민국 애니메이션이다. 병맛 노래나 애니메이션을 만든다.

## 등장인물

### 야코
본작의 주인공. 356일 빨간 내복을 입는다. 돼지다.

### 츄리
무표정이 특징이다. 츄냥이라는 고양이를 키운다.
양양이랑 자주 싸운다. 강아지다.

### 양양
게임을 좋아한다. 츄리랑 자주 싸우지만 양양 vs 츄리 디스전에서 이겼다. 양이다

### 햄C
본작의 사회자이다. 빨간 내복 야코의 채널을 주황 넥타이 햄c로 만드려고 한다.

### 원바
성우
먹는 것을 좋아한다.혼자 먹방 채널을 운영한다.

### 스포키
스포일러나 과학을 좋아한다.미래를 볼 수 있다.

### 사동
야코의 사촌동생이다. 백설이와 썸을 탄다. 돼지다. 팬들도 백설과 사동이가 사귀길 바라는걸 보아 진짜 사귈확률이 높아보인다. 그러나 사동이와 백설이의 사랑은 현재까지 이루어지지 않고있다.

### 네모
성우
가수가 되는게 꿈이다.

### 뫄뫄
양양의 짝녀다.네모의 친구다.

### 백설
사동의 같은 반 친구이다. "도망치고 싶은 순간들"에서 사동과 썸을 탄다는 사실이 알려 졌다.

## 그 외 등장인물
- 뫄뫄
- 백설
- 김순재
- 뿔콘치
- 토벤
- 야코의 어머니
- 야코의 아버지
- 양양의 아버지
- 양양의 어머니
- 츄리의 아버지
- 츄리의 어머니
- 하몽의 어머니
- 스포키의 아버지
- 스포키의 어머니
- 네모의 아버지
- 네모의 어머니(본명:서미영)

## 여담
뽀롱뽀롱 뽀로로, 런닝맨에 이은 3번째 동물 캐릭터 만화지만, 애니메이션관에서는 런닝맨의 저조한 인기와 낮은 시청률로 인해 본작을 TV에 방영하지 않았다. 이로 인해 오프닝이나 엔딩은 영원히 지워졌다.